# Május 31.
Május 31. az év 151. (szökőévben 152.) napja a Gergely-naptár szerint. Az évből még 214 nap van hátra.
Névnapok: Angéla, Petronella + Aldó, Angyal, Angyalka, Mária, Marietta, Matild, Matilda, Metella, Níla, Nilla, Perdita, Petres, Petrónia, Petróniusz, Szonóra, Tilda, Tília, Villő, Zengő, Zimra

## Események
- 1433 – Luxemburgi Zsigmondot IV. Jenő pápa Rómában német-római császárrá koronázza.
- 1494 – A tenerifei guancsok vereséget mérnek a hóditó spanyolokra az első acentejói csatában.
- 1704 – Siegbert Heister császári főparancsnok csapatai feldúlják Veszprém városát. (A védtelen lakosságot, a székesegyházat és a papságot sem kímélik.)
- 1889 – A pennsylvaniai Conemaugh-tó gátjának átszakadása miatt lezúduló vízár elpusztítja Johnstown városát, 2200 ember halálát okozva.
- 1902 – A második búr háború lezárása.
- 1908 – Magyar Ónművek néven megalapítják a Metallochemia vállalatot.
- 1910 – Fokföld, Natal, Orange Szabad Állam és Transvaal egyesülésével létrejön a Dél-afrikai Unió.
- 1911 – A Titanic vízre bocsátása.
- 1916 – A jütlandi csata (skagerraki ütközet), az első világháború legnagyobb tengeri csatája a dán Jylland-félsziget közelében, a brit és német  flották között, eredmény nélkül.
- 1975 – Az ELDO és az ESRO összeolvad és Európai Űrügynökség (ESA) név alatt működik.
- 1978 –  Galápagos-szigetek  szigetcsoportot ezen  a  napon nyilvánították a világörökség részévé.  (Az ENSZ tudományos és kulturális szervezeteként működő UNESCO 1972-ben adta ki a világörökségi egyezményt, melynek kritériumai alapján először a Galápagos-szigetek érdemelte ki, hogy hivatalosan is a világ legszebb, legfontosabb helyei közé sorolják.)
- 1990 – A Szovjetunióban fellövik a Mir űrállomás negyedik modulját, a Krisztall-t.
- 2001 – A NATO és az EU külügyminisztereinek első hivatalos találkozója Budapesten.
- 2003 – Részleges napfogyatkozás, amely Magyarországról is látható.
- 2005 – A Watergate-botrányban „Mély Torok” fedőnéven elhíresült kulcsszerepet játszó informátor 30 évi hallgatás után felfedte, hogy ő Mark Felt az amerikai Szövetségi Nyomozóiroda (FBI) akkori harmadik embere.
- 2018 – Véget ért az olasz kormányválság: a Giuseppe Conte miniszterelnök-jelölt által összeállított kormánylistát elfogadta az államfő Sergio Mattarella. A kormányban az 5 Csillag Mozgalom és a Liga politikusai kaptak helyet.[1]

## Sportesemények
Formula–1
- 1954 –  Indianapolis 500, Indianapolis – Győztes: Bill Vukovich  (Kurtis Kraft Offenhauser)
- 1959 –  holland nagydíj, Zandvoort – Győztes: Jo Bonnier  (BRM)
- 1981 –  monacói nagydíj, Monte Carlo – Győztes: Gilles Villeneuve  (Ferrari Turbo)
- 1987 –  monacói nagydíj, Monte Carlo – Győztes: Ayrton Senna  (Lotus Honda Turbo)
- 1992 –  monacói nagydíj, Monte Carlo – Győztes: Ayrton Senna  (McLaren Honda)
- 2002 – A tizenhetedik labdarúgó-világbajnokság, Japán és Dél-Korea közös rendezésében, június 30-áig.

## Születések
- 1773 – Ludwig Tieck német költő, író, műfordító, a romantika képviselője († 1853)
- 1818 – Pomucz György az 1848-49-es magyar szabadságharc honvéd századosa, az amerikai polgárháború címzetes (Brevet) dandártábornoka és amerikai diplomata († 1882)
- 1857 – Gothard Jenő magyar gépészmérnök, csillagász, a Magyar Tudományos Akadémia levelező tagja († 1909)
- 1857 – XI. Piusz pápa eredeti nevén Achille Ratti († 1939)
- 1865 – Chernel István magyar ornitológus († 1922)
- 1866 – Paikert Alajos, ifj. mezőgazdász, agrárpolitikus, múzeumigazgató († 1948)
- 1872 – Charles Greeley Abbot amerikai asztrofizikus, napkutató († 1973)
- 1879 – Hertelendy Miklós huszártiszt († 1962)
- 1885 – Simon Jolán magyar színésznő, előadóművésznő († 1938)
- 1892 – Gregor Strasser német politikus, NSDAP-pártfunkcionárius († 1934)
- 1908 – Zólyomi Bálint botanikus, az MTA tagja († 1997)
- 1911 – Maurice Allais francia Közgazdasági Nobel-emlékdíjas közgazdász, tudományos kutató, egyetemi tanár.  († 2010)
- 1916 – Massimo Serato olasz filmszínész († 1989)
- 1921 – Alida Valli (szül. Alida Maria Laura Altenburger) olasz színésznő († 2006)
- 1924 – Johnny Roberts amerikai autóversenyző († 1965)
- 1925 – Török Tamás Jászai Mari-díjas magyar rádiós rendező, dramaturg, író érdemes művész († 1993)
- 1926 – Kemény János amerikai magyar matematikus, a BASIC programozási nyelv ősének egyik megalkotója († 1992)
- 1930 – Clint Eastwood Oscar-díjas amerikai színész, rendező
- 1933 – Ambrus Miklós olimpiai bajnok magyar vízilabdázó († 2019)
- 1936 – Borhy Gergely Aase-díjas magyar színész († 2006)
- 1942 – Jo Vonlanthen svájci autóversenyző
- 1943 – Rohonyi Zoltán irodalomtörténész, egyetemi tanár († 2013)
- 1945 – Rainer Werner Fassbinder német filmrendező († 1982)
- 1948 – John Henry Bonham a Led Zeppelin együttes dobosa († 1980)
- 1948 – Szvetlana Alekszijevics Nobel-díjas fehérorosz író, oknyomozó újságíró
- 1949 – Bobor György magyar színész
- 1949 – Tom Berenger amerikai színész
- 1950 – Dózsa Erzsébet magyar színésznő, tanár († 2024)
- 1950 – Sasvári Annamária magyar énekesnő
- 1951 – Papp Imre (Mityó) magyar billentyűs, énekes, dalszerző, a Gemini együttes egykori tagja († 2021)
- 1959 – Andrea de Cesaris olasz autóversenyző († 2014)
- 1961 – Lea Thompson amerikai színésznő
- 1963 – Orbán Viktor politikus, a FIDESZ alapítója, elnöke, 1998–2002-ig, illetve 2010-től a Magyar Köztársaság miniszterelnöke
- 1965 – Brooke Shields amerikai színésznő
- 1966 – Besze Tibor magyar történész, főiskolai és egyetemi oktató († 2009)
- 1969 – Csősz Imre magyar cselgáncsozó, Európa-bajnok, olimpiai bronzérmes
- 1971 – Samantha Albert jamaicai műlovagló
- 1972 – Menszátor Héresz Attila magyar színész
- 1974 – Erdei Zsolt magyar ökölvívó
- 1976 – Colin Farrell kétszeres Golden Globe-díjas ír színész
- 1977 – Eric Christian Olsen amerikai színész
- 1979 – Harna Péter magyar színész
- 1980 – Peterdi Imre magyar jégkorongozó
- 1982 – Jonathan Tucker amerikai színész
- 1984 – Jason Smith ausztrál színész (Robbie Hunter az „Otthonunk” („Home and Away”) tv-sorozatból)
- 1984 – Milorad Čavić szerb úszó
- 1988 – Mohai Tamás magyar színész
- 1989 – Marco Reus német labdarúgó
- 2002 – Moses Moody amerikai kosárlabdázó

## Halálozások
- 1162 – II. Géza magyar király (* 1130)
- 1410 – I. (Emberséges/Idős) Márton aragón király (* 1356)
- 1594 – Jacopo Tintoretto itáliai reneszánsz festő (* 1518)
- 1809 – Joseph Haydn osztrák zeneszerző (* 1732)
- 1832 – Évariste Galois francia matematikus, a többedfokú egyenletek algebrai megoldhatósági problémájának megoldója (* 1811)
- 1881 – Gorove István politikus, közgazdász (* 1819)
- 1953 – Vlagyimir Jevgrafovics Tatlin orosz festő és építész (* 1885)
- 1959 – Zathureczky Ede hegedűművész (* 1903)
- 1962 – Adolf Eichmann náci főtiszt (SS Obersturmbannführer), a Nemzetiszocialista Német Munkáspárt vezető tagja (* 1906)
- 1974 – Karácsony János festőművész (* 1899)
- 1978 – Bozsik József olimpiai bajnok magyar válogatott labdarúgó, az Aranycsapat tagja (* 1925)
- 1981 – Lóránt Gyula labdarúgó, az Aranycsapat keménységéről ismert középhátvédje, labdarúgóedző  (* 1923)
- 1987 – Alfonzó (sz. Markos József) színész, humorista (* 1912)
- 1988 – Charles Van Acker belga autóversenyző (* 1912)
- 2001 – Vayer Tamás magyar díszlettervező (* 1941)
- 2009 – Millvina Dean a Titanic utolsó túlélője (* 1912)
- 2015 – Obersovszky Péter magyar újságíró, szerkesztő, műsorvezető (* 1960)
- 2017 – Szondy István olimpiai bajnok (1952) magyar öttusázó, vívó, sportlovagló, edző (* 1925)
- 2020 – Kolozsvári Puskás Sándor erdélyi magyar szobrászművész (* 1928)
- 2024 – Tompos Kátya Jászai Mari-díjas magyar színművésznő, énekesnő (* 1983)

## Nemzeti ünnepek, emléknapok, világnapok
- Nemdohányzók világnapja 1987-óta.
- A Papagájok Világnapja 2004 óta.[2]